# Anfiteatro romano di Volterra
L'anfiteatro romano di Volterra è un edificio monumentale della Volterra di epoca romana ancora in fase di scavo. È stato scoperto casualmente nel 2015.

## Scoperta
Situato a pochi passi dalla Porta Diana e dal cimitero urbano, è stato scoperto casualmente nell'estate 2015 durante alcuni lavori di ripristino idrogeologico dal Consorzio di Bonifica 4 Basso Valdarno. Grazie ai primi saggi di scavo e ad una indagine topografica si è potuto appurare l'estensione del manufatto e la tipologia di costruzione, il che porta ad una datazione all'incirca del I secolo e ad una estensione di 65 x 82 metri. Si stima che potesse ospitare dalle 8000 alle 10000 persone.
La presenza di un anfiteatro a Volterra non è citata in nessuna fonte storica a noi pervenuta, né tanto meno sono ancora conosciute le cause del parziale crollo e successivo interro.
Dal 2019 sono iniziati gli scavi, tuttora in corso, sulle gradinate e nelle relative gallerie sottostanti, mentre è stata raggiunta l'arena a circa 10 metri dal livello dello scavo con il sistema di smaltimento delle acque reflue intatto.